# Martin Hesse (Fotograf)
Martin Hesse (* 26. Juli 1911 in Gaienhofen; † 14. Oktober 1968 in Bern) war ein Schweizer Fotograf.

## Leben
Martin Hesse wurde 1911 in Gaienhofen als dritter Sohn von Hermann Hesse und seiner ersten Frau, der Basler Fotografin Maria Bernoulli (1868–1963), geboren. Seine Brüder waren Heiner und Bruno. Er wuchs ab 1912 in Bern, nach der Trennung der Eltern 1919 zum Teil in einer Pflegefamilie, zum Teil bei seiner Mutter in Ascona auf. Der Kontakt zum berühmten Vater war trotz der räumlichen Distanz regelmässig: Man schrieb sich Briefe, man besuchte einander. Dabei entstanden mit der Zeit zahlreiche Porträtaufnahmen, die den Vater in unterschiedlichen Stimmungen, Altersstufen und Umgebungen zeigen.
Hesse zog, nachdem er in Thun eine Hochbauzeichnerlehre absolviert und kurze Zeit am Bauhaus Dessau studiert hatte, wieder nach Bern und machte das Fotografieren zu seinem Beruf. Im Auftrag des Kantons Bern fotografierte er die bernischen Kunstdenkmäler.
Er heiratete die Bibliothekarin Isabelle von Wurstemberger (1906–1990). Aus der Verbindung ging 1945 die Tochter Sibylle hervor. Hesse beging 1968 im Alter von 57 Jahren nach einer schweren Depression Suizid. Seine Werke gehören zum Bestand der Fotostiftung Schweiz.